# Adolf Holtzmann der Jüngere
Adolf Holtzmann (* 20. Dezember 1838 in Karlsruhe; † 17. Februar 1914 in Freiburg im Breisgau) war ein deutscher Indologe (Sanskritforscher).
Adolf Holtzmann war ein Sohn des evangelischen Geistlichen Karl Julius Holtzmann, sein Bruder Heinrich Holtzmann wurde Theologe. Er studierte in Heidelberg und Erlangen und war von 1867 bis 1897 als Gymnasiallehrer tätig. 1885 wurde er außerordentlicher Professor an der Universität Freiburg, 1890 wurde er dort zum Honorarprofessor ernannt, 1908 zum ordentlichen Honorarprofessor für Sanskrit und vergleichende Sprachwissenschaft.
Angeregt durch das Vorbild seines Onkels, des Germanisten und Indologen Adolf Holtzmann (1810–1870), beschäftigte er sich mit dem  indischen Epos Mahabharata.

## Veröffentlichungen (Auswahl)
- Agni nach den Vorstellungen des Mahabharata. Straßburg 1878.
- Arjuna, ein Beitrag zur Rekonstruktion des Mahabharata. Straßburg 1879.
- Grammatisches aus dem Mahabharata. Breitkopf und Härtel, Leipzig 1884.
- Das Mahabharata und seine Teile. 4 Bände, Oldenburg 1892–1895.